# Liège-Bastogne-Liège 1952
La 38e édition de Liège-Bastogne-Liège a eu lieu le 11 mai 1952 et a été remportée par le Suisse Ferdi Kübler. C'est la deuxième victoire du Suisse sur la Doyenne après celle remportée l'année précédente. Il réussit un second doublé Flèche wallonne - Liège-Bastogne-Liège après celui de 1951. La course est l'une des épreuves comptant pour le Challenge Desgrange-Colombo.
Après s'être débarrassé du Français Jean Robic, Ferdi Kubler, revêtu du maillot arc-en-ciel de champion du monde, bat au sprint le Belge Henri Van Kerckhove. Louison Bobet règle le sprint du groupe de poursuivants pour la quatrième place à un peu plus de 3 minutes.
132 coureurs étaient au départ. 55 rejoignent l'arrivée.

## Classement
| n° | Coureur              | Équipe             | Temps           |
| -- | -------------------- | ------------------ | --------------- |
| 1  | Ferdi Kübler         | Tebag              | 6 h 29 min 08 s |
| 2  | Henri Van Kerckhove  | Mercier-Hutchinson | m.t.            |
| 3  | Jean Robic           | Bottecchia-Ursus   | à 15 s          |
| 4  | Louison Bobet        | Tebag              | à 3 min 02 s    |
| 5  | Jan Zagers           | -                  | m.t.            |
| 6  | Roger Decock         | Bertin             | m.t.            |
| 7  | Wim Van Est          | Garin-Wolber       | m.t.            |
| 8  | Gottfried Weilenmann | Guerra-Ursus       | m.t.            |
| 9  | Maurice Quentin      | -                  | m.t.            |
| 10 | Jean de Gribaldy     | Terrot             | m.t.            |